# Pulcianella

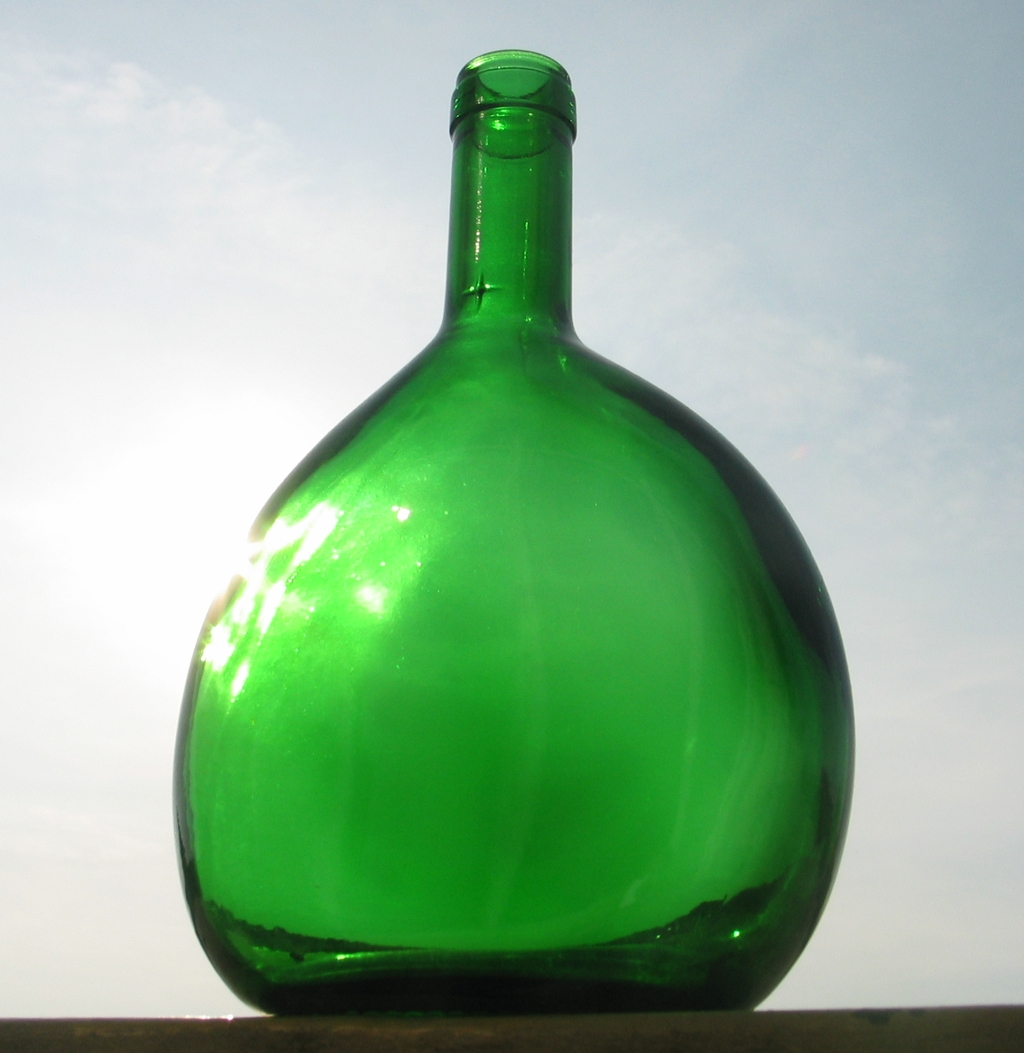
Pulcianella

La pulcianella  è una bottiglia da vino. Prende il nome da Montepulciano, città a sud della Toscana, in provincia di Siena. Viene spesso assimilata al bocksbeutel.

## Storia
Era il fiasco per mezzo del quale le grandi famiglie nobili poliziane inviavano il vino di Montepulciano alla Corte Pontificia. Paolo III Farnese era un grande estimatore del vino di Montepulciano ed ancora di più il suo bottigliere Sante Lancerio che ne cantava le lodi. Alcune delle famiglie nobili poliziane che inviavano il vino ai Papi erano le seguenti: Ricci, Tarugi, Contucci, De Nobili, Cervini, Bellarmini, Avignonesi ed altre.

## Caratteristiche
- Base: poco pronunciata di forma ovale
- Corpo: panciuto e schiacciato
- Spalla: molto pronunciata,
- Collo: corto
- Cercine: cilindrico poco rilevato.
- Altezza: 20 cm circa.
- Capacità: 750 ml.

Viene prodotta in vetro di non grosso spessore, in colore bianco per i vini bianchi e in verde per i vini rossi. Oggi è utilizzata per vini di particolare pregio, per l'Armagnac e per certi rosé portoghesi.